# Língua fuzhou
O Dialeto Fuzhou (福州話, Foochow Romanizado: Hók-ciŭ-uâⓘ), também chamado  Foochow, Hoochew, Fuzhounese ou Fuzhouhua, é considerado o dialeto padrão do Min Dong, um ramo do  Min, Chinês falado principalmente na província Fujian. Os falantes nativos também chamam o dialeto de Bàng-uâ (平話), significando a língua falada no dia-a-dia. Em Singapura e na Malásia, a língua é conhecida Hokchiu em Min Nan, Hujiu que é a pronúncia Min Dong de Fuzhou.
Como todos os outros dialetos chineses Han, por exemplo Cantonês, Hokkien, Teochew, Hakka, Hainan etc falados  na China e por Chineses no exterior, o dialeto falado Fuzhou tem como base os caracteres chineses palavra por palavra e, assim, e tinha evoluído durante milhares de anos. De fato, o dialeto Fuzhou é muito semelhante ao dialeto "Min-Nan 'que, em outras palavras, é o dialeto Hokkien. Não é à toa que a cidade de Fuzhou fica de fato próxima à cidade de Xiamen, consistindo ambas na comunidade de língua hokkien na província de Fujian.
Centrado na cidade de [Fuzhou]], o dialeto Fuzhou é falado em onze condados ou cidades: Fuzhou (福州), Pingnan (屏南), Gutian (古田), Luoyuan (羅源), Minqing (閩清), Lianjiang (連江, Ilhas Matsu incluídas), Minhou (閩侯), Changle (長樂), Yongtai (永泰), Fuqing (福清) e Pingtan (平潭). O Fuzhou é também segunda língua local em cidades e condados do norte e centro de Fujian, como Nanping (南平), Shaowu (邵武), Shunchang (順昌), Sanming (三明) and Youxi County (尤溪).
Dialeto Fuzhou é amplamente falado em também em algumas regiões no exterior da China, especialmente em países asiáticos do sudeste como Malásia e Indonésia. A cidade de Sibu na Malásia é chamado de a "Nova Fuzhou", devido ao afluxo de imigrantes que para lá foram ao final do século XIX e início do século XX. Da mesma forma, um grande número de  pessoas Foochow emigraram para Singapura, Taiwan, EUA, Reino Unido, Austrália, Nova Zelândia e Canadá ao longo das décadas.

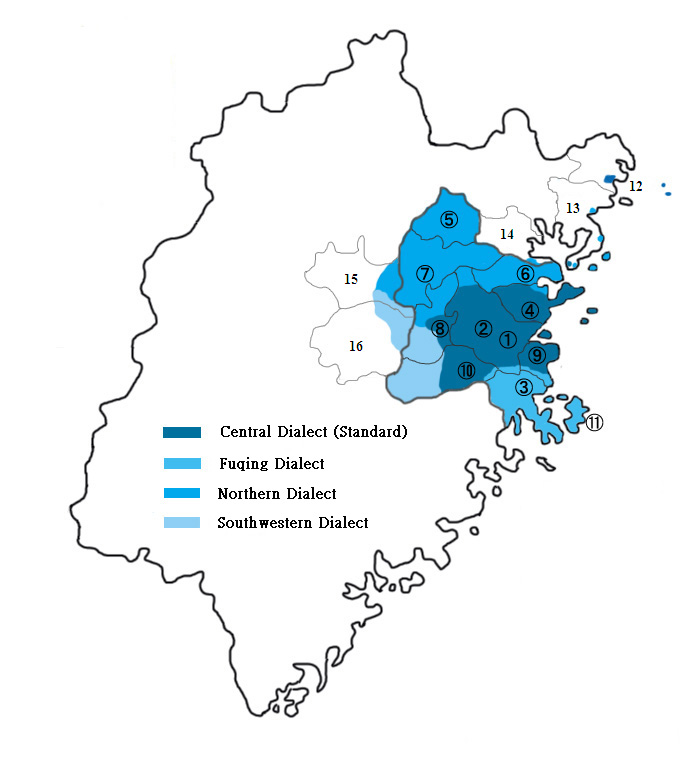
Minhou, 3 Fuqing, 4 Lianjiang, 5 Pingnan6 Luoyuan, 7 Gutian, 8 Minqing, 9 Changle, 10 Yongtai, 11 Pingtan12 Regiões em Fuding, 13 Regiões em Xiapu, 14 Regiões em Ningde15 Regiões em Nanping, 16 Regiões em Youxi

## Amostra de texto
Báe̤k-hŭng gâe̤ng Nĭk-tàu Ô sŏ̤h huòi, Báe̤k-hŭng gâe̤ng Nĭk-tàu duŏh hī dó̤i căng, káng diê-nè̤ng buōng-sê̤ṳ duâi. Căng lì căng kó̤ mò̤ suŏ iàng. Ciā sèng-hâiu, duô lā̤ ô sŏ̤h ciéh nè̤ng giàng lā̤, sĭng lā̤ sê̤ṳng duŏh sŏ̤h iông gâu-gâu gì duâi-ĭ. Ĭ lâng ciéh gōng hō̤, diê-nè̤ng ô buōng-sê̤ṳ sĕng gáe̤ cī ciéh nè̤ng gâe̤ng duâi-ĭ táung lâi gó̤, cêu sáung diê-nè̤ng buōng-sê̤ṳ duâi.

北風共日頭 有蜀回，北風共日頭著許塊爭，看底儂本事大。爭來爭去無輸贏。者辰候，墿嚟有蜀隻儂行嚟，身嚟頌著蜀件厚厚其大衣。伊兩隻講好，底儂有本事先告玆隻儂共大衣褪唻去，就算底儂本事大。
Tradução – o Vento Norte e o Sol
Era uma vez, o Vento Norte e o Sol estavam disputando qual era mais forte. Eles disputavam muito, sem chegar a uma conclusão. Apenas nesse momento, havia um homem caminhando ao longo da estrada, vestindo um casaco muito pesado. Os dois concordaram que quem primeiro conseguisse fazer este homem tirar seu casaco seria considerado mais forte.